# Liste der italienischen Abgeordneten zum EU-Parlament (2024–2029)
Die Liste der italienischen Abgeordneten zum EU-Parlament (2024–2029) listet alle italienischen Mitglieder des 10. Europäischen Parlamentes nach der Europawahl in Italien 2024 auf.

## Aktuelle Mandatsstärke der Parteien
- GUE/NGL: 10
- S&D: 21
- G/EFA: 4
- EVP: 9
- EKR: 24
- PfE: 8

| Nationale Partei                | Mandate | Fraktion                                                     |
| ------------------------------- | ------- | ------------------------------------------------------------ |
| Fratelli d’Italia (FdI)         | 24      | Europäische Konservative und Reformer (EKR)                  |
| Partito Democratico (PD)        | 20      | Fraktion der Progressiven Allianz der Sozialdemokraten (S&D) |
| Democrazia Solidale (DemoS)     | 01      | Fraktion der Progressiven Allianz der Sozialdemokraten (S&D) |
| Movimento 5 Stelle (M5S)        | 08      | Die Linke im Europäischen Parlament – GUE/NGL                |
| Alleanza Verdi e Sinistra (AVS) | 02      | Die Linke im Europäischen Parlament – GUE/NGL                |
| Forza Italia (FI)               | 08      | Fraktion der Europäischen Volkspartei (EVP)                  |
| Südtiroler Volkspartei (SVP)    | 01      | Fraktion der Europäischen Volkspartei (EVP)                  |
| Lega per Salvini Premier (LSP)  | 07      | Patrioten für Europa (PfE)                                   |
| Unabhängige 1                   | 01      | Patrioten für Europa (PfE)                                   |
| Europa Verde (EV)               | 03      | Die Grünen/Europäische Freie Allianz (G/EFA)                 |
| Unabhängige 2                   | 01      | Die Grünen/Europäische Freie Allianz (G/EFA)                 |
| SUMME                           | 76      |                                                              |

Anmerkungen

## Abgeordnete
Vier Gewählte haben ihr Mandat nicht angenommen: Giorgia Meloni, Elly Schlein, Antonio Tajani und Edmondo Tamajo.
| Bild | Name                  | geb. | MEP seit      | Wahlkreis           | Partei     | Fraktion | Kommentar                                                                                     |
| ---- | --------------------- | ---- | ------------- | ------------------- | ---------- | -------- | --------------------------------------------------------------------------------------------- |
|      | Lucia Annunziata      | 1950 | 16. Juli 2024 | Süd-Italien         | PD         | S&D      |                                                                                               |
|      | Giuseppe Antoci       | 1968 | 16. Juli 2024 | Italienische Inseln | M5S        | GUE/NGL  |                                                                                               |
|      | Brando Benifei        | 1986 | 1. Juli 2014  | Nordwest-Italien    | PD         | S&D      |                                                                                               |
|      | Sergio Berlato        | 1959 | 1. Feb. 2020  | Nordost-Italien     | FdI        | EKR      |                                                                                               |
|      | Stefano Bonaccini     | 1967 | 16. Juli 2024 | Nordost-Italien     | PD         | S&D      |                                                                                               |
|      | Paolo Borchia         | 1980 | 2. Juli 2019  | Nordost-Italien     | LSP        | PfE      | nachgerückt für Roberto Vannacci, der nur eines seiner Mandate annahm                         |
|      | Stefano Cavedagna     | 1989 | 16. Juli 2024 | Nordost-Italien     | FdI        | EKR      |                                                                                               |
|      | Susanna Ceccardi      | 1987 | 2. Juli 2019  | Zentral-Italien     | LSP        | PfE      | nachgerückt für Roberto Vannacci, der nur eines seiner Mandate annahm                         |
|      | Caterina Chinnici     | 1954 | 1. Juli 2014  | Italienische Inseln | FI         | EVP      | nachgerückt für Edmondo Tamajo, der sein Mandat nicht annahm                                  |
|      | Carlo Ciccioli        | 1952 | 16. Juli 2024 | Zentral-Italien     | FdI        | EKR      |                                                                                               |
|      | Alessandro Ciriani    | 1970 | 16. Juli 2024 | Nordost-Italien     | FdI        | EKR      |                                                                                               |
|      | Anna Maria Cisint     | 1963 | 16. Juli 2024 | Nordost-Italien     | LSP        | PfE      |                                                                                               |
|      | Annalisa Corrado      | 1973 | 16. Juli 2024 | Nordost-Italien     | PD         | S&D      |                                                                                               |
|      | Giovanni Crosetto     | 1990 | 16. Juli 2024 | Nordwest-Italien    | FdI        | EKR      |                                                                                               |
|      | Antonio Decaro        | 1970 | 16. Juli 2024 | Süd-Italien         | PD         | S&D      |                                                                                               |
|      | Danilo Della Valle    | 1983 | 16. Juli 2024 | Süd-Italien         | M5S        | GUE/NGL  |                                                                                               |
|      | Elena Donazzan        | 1972 | 16. Juli 2024 | Nordost-Italien     | FdI        | EKR      |                                                                                               |
|      | Herbert Dorfmann      | 1969 | 14. Juli 2009 | Nordost-Italien     | SVP        | EVP      |                                                                                               |
|      | Marco Falcone         | 1971 | 16. Juli 2024 | Italienische Inseln | FI         | EVP      |                                                                                               |
|      | Carlo Fidanza         | 1976 | 2. Juli 2019  | Nordwest-Italien    | FdI        | EKR      | bereits 2009–2014 MdEP                                                                        |
|      | Pietro Fiocchi        | 1964 | 2. Juli 2019  | Nordwest-Italien    | FdI        | EKR      |                                                                                               |
|      | Mario Furore          | 1988 | 2. Juli 2019  | Süd-Italien         | M5S        | GUE/NGL  |                                                                                               |
|      | Alberico Gambino      | 1967 | 16. Juli 2024 | Süd-Italien         | FdI        | EKR      |                                                                                               |
|      | Chiara Maria Gemma    | 1968 | 2. Juli 2019  | Süd-Italien         | FdI        | EKR      | nachgerückt für Giorgia Meloni, die ihre Mandate nicht annahm                                 |
|      | Giorgio Gori          | 1960 | 16. Juli 2024 | Nordwest-Italien    | PD         | S&D      |                                                                                               |
|      | Elisabetta Gualmini   | 1968 | 2. Juli 2019  | Nordost-Italien     | PD         | S&D      |                                                                                               |
|      | Cristina Guarda       | 1990 | 16. Juli 2024 | Nordost-Italien     | EV         | G/EFA    | nachgerückt für Domenico Lucano, der auf eines seiner Mandate verzichtete                     |
|      | Paolo Inselvini       | 1994 | 16. Juli 2024 | Nordwest-Italien    | FdI        | EKR      | nachgerückt für Giorgia Meloni, die ihre Mandate nicht annahm                                 |
|      | Camilla Laureti       | 1975 | 11. Jan. 2022 | Zentral-Italien     | PD         | S&D      |                                                                                               |
|      | Domenico Lucano       | 1958 | 16. Juli 2024 | Süd-Italien         | AVS        | GUE/NGL  |                                                                                               |
|      | Giuseppe Lupo         | 1966 | 16. Juli 2024 | Italienische Inseln | PD         | S&D      | nachgerückt für Elly Schlein, die ihre Mandate nicht annahm                                   |
|      | Lara Magoni           | 1969 | 16. Juli 2024 | Nordwest-Italien    | FdI        | EKR      |                                                                                               |
|      | Mario Mantovani       | 1950 | 16. Juli 2024 | Nordwest-Italien    | FdI        | EKR      | bereits 1999–2008 MdEP                                                                        |
|      | Pierfrancesco Maran   | 1980 | 16. Juli 2024 | Nordwest-Italien    | PD         | S&D      | nachgerückt für Alessando Zan, der auf eines seiner Mandate verzichtete                       |
|      | Ignazio Marino        | 1955 | 16. Juli 2024 | Zentral-Italien     | Unabhängig | G/EFA    | Gewählt auf der Liste von Europa Verde (EV)                                                   |
|      | Fulvio Martusciello   | 1968 | 1. Juli 2014  | Süd-Italien         | FI         | EVP      |                                                                                               |
|      | Salvatore de Meo      | 1971 | 1. Feb. 2020  | Zentral-Italien     | FI         | EVP      | nachgerückt für Antonio Tajani, der seine Mandate nicht annahm                                |
|      | Giuseppe Milazzo      | 1977 | 2. Juli 2019  | Italienische Inseln | FdI        | EKR      |                                                                                               |
|      | Carolina Morace       | 1964 | 16. Juli 2024 | Zentral-Italien     | M5S        | GUE/NGL  |                                                                                               |
|      | Letizia Moratti       | 1949 | 16. Juli 2024 | Nordwest-Italien    | FI         | EVP      |                                                                                               |
|      | Alessandra Moretti    | 1973 | 2. Juli 2019  | Nordost-Italien     | PD         | S&D      | bereits 2014–2015 MdEP                                                                        |
|      | Dario Nardella        | 1975 | 16. Juli 2024 | Zentral-Italien     | PD         | S&D      |                                                                                               |
|      | Denis Nesci           | 1981 | 3. Okt. 2022  | Süd-Italien         | FdI        | EKR      |                                                                                               |
|      | Leoluca Orlando       | 1947 | 16. Juli 2024 | Italienische Inseln | EV         | G/EFA    | bereits 1994–1999 MdEP; nachgerückt für Ilaria Salis, die auf eines ihrer Mandate verzichtete |
|      | Valentina Palmisano   | 1983 | 16. Juli 2024 | Süd-Italien         | M5S        | GUE/NGL  |                                                                                               |
|      | Aldo Patriciello      | 1957 | 2. Juli 2019  | Süd-Italien         | LSP        | PfE      | nachgerückt für Roberto Vannacci, der nur eines seiner Mandate annahm                         |
|      | Gaetano Pedullà       | 1967 | 16. Juli 2024 | Nordwest-Italien    | M5S        | GUE/NGL  |                                                                                               |
|      | Michele Picaro        | 1981 | 16. Juli 2024 | Süd-Italien         | FdI        | EKR      |                                                                                               |
|      | Pina Picierno         | 1981 | 1. Juli 2014  | Süd-Italien         | PD         | S&D      |                                                                                               |
|      | Daniele Polato        | 1975 | 16. Juli 2024 | Nordost-Italien     | FdI        | EKR      | nachgerückt für Giorgia Meloni, die ihre Mandate nicht annahm                                 |
|      | Giuseppina Princi     | 1972 | 16. Juli 2024 | Süd-Italien         | FI         | EVP      | nachgerückt für Antonio Tajani, der seine Mandate nicht annahm                                |
|      | Nicola Procaccini     | 1976 | 2. Juli 2019  | Zentral-Italien     | FdI        | EKR      |                                                                                               |
|      | Ruggero Razza         | 1980 | 16. Juli 2024 | Italienische Inseln | FdI        | EKR      | nachgerückt für Giorgia Meloni, die ihre Mandate nicht annahm                                 |
|      | Matteo Ricci          | 1974 | 16. Juli 2024 | Zentral-Italien     | PD         | S&D      |                                                                                               |
|      | Sandro Ruotolo        | 1955 | 16. Juli 2024 | Süd-Italien         | PD         | S&D      |                                                                                               |
|      | Massimiliano Salini   | 1973 | 1. Juli 2014  | Nordwest-Italien    | FI         | EVP      | nachgerückt für Antonio Tajani, der seine Mandate nicht annahm                                |
|      | Ilaria Salis          | 1984 | 16. Juli 2024 | Nordwest-Italien    | AVS        | GUE/NGL  |                                                                                               |
|      | Silvia Sardone        | 1982 | 2. Juli 2019  | Nordwest-Italien    | LSP        | PfE      |                                                                                               |
|      | Antonella Sberna      | 1982 | 16. Juli 2024 | Zentral-Italien     | FdI        | EKR      |                                                                                               |
|      | Benedetta Scuderi     | 1991 | 16. Juli 2024 | Nordwest-Italien    | EV         | G/EFA    | nachgerückt für Domenico Lucano, der auf eines seiner Mandate verzichtete                     |
|      | Marco Squarta         | 1979 | 16. Juli 2024 | Zentral-Italien     | FdI        | EKR      |                                                                                               |
|      | Raffaele Stancanelli  | 1950 | 2. Juli 2019  | Italienische Inseln | LSP        | PfE      |                                                                                               |
|      | Cecilia Strada        | 1979 | 16. Juli 2024 | Nordwest-Italien    | PD         | S&D      |                                                                                               |
|      | Dario Tamburrano      | 1969 | 16. Juli 2024 | Zentral-Italien     | M5S        | GUE/NGL  | bereits 2014–2019 MdEP                                                                        |
|      | Marco Tarquinio       | 1958 | 16. Juli 2024 | Zentral-Italien     | DemoS      | S&D      | nachgerückt für Elly Schlein, die ihre Mandate nicht annahm                                   |
|      | Irene Tinagli         | 1974 | 2. Juli 2019  | Nordwest-Italien    | PD         | S&D      |                                                                                               |
|      | Raffaele Topo         | 1965 | 16. Juli 2024 | Süd-Italien         | PD         | S&D      |                                                                                               |
|      | Francesco Torselli    | 1976 | 16. Juli 2024 | Zentral-Italien     | FdI        | EKR      | nachgerückt für Giorgia Meloni, die ihre Mandate nicht annahm                                 |
|      | Flavio Tosi           | 1969 | 16. Juli 2024 | Nordost-Italien     | FI         | EVP      | nachgerückt für Antonio Tajani, der seine Mandate nicht annahm                                |
|      | Isabella Tovaglieri   | 1987 | 16. Juli 2024 | Nordwest-Italien    | LSP        | PfE      |                                                                                               |
|      | Pasquale Tridico      | 1975 | 16. Juli 2024 | Süd-Italien         | M5S        | GUE/NGL  |                                                                                               |
|      | Roberto Vannacci      | 1968 | 16. Juli 2024 | Nordwest-Italien    | Unabhängig | PfE      | Gewählt auf der Liste der Lega per Salvini Premier (LSP)                                      |
|      | Francesco Ventola     | 1971 | 16. Juli 2024 | Süd-Italien         | FdI        | EKR      |                                                                                               |
|      | Mariateresa Vivaldini | 1967 | 16. Juli 2024 | Nordwest-Italien    | FdI        | EKR      |                                                                                               |
|      | Alessandro Zan        | 1973 | 16. Juli 2024 | Nordost-Italien     | PD         | S&D      |                                                                                               |
|      | Nicola Zingaretti     | 1965 | 16. Juli 2024 | Zentral-Italien     | PD         | S&D      |                                                                                               |